# Aliona Martîniuc
Aliona Martîniuc (în rusă Алёна Мартынюк; n. 22 iunie 1991, Rîbnița, URSS) este o jucătoare de volei din Republica Moldova. Are 9 selecții pentru echipa națională.

## Cluburi
| Club                                   | Din sezonul | Până în sezonul |
| -------------------------------------- | ----------- | --------------- |
| România: VC Unic Piatra Neamț          |             | 2008-2009       |
| România: CSU Târgu Mureș               | 2009-2010   | 2009-2010       |
| România: CS Volei 2004 Tomis Constanța | 2010-2011   | 2011-2012       |
| Turcia: Çanakkale Belediyespor         | 2012-2013   | 2012-2013       |
| Turcia: Seramiksan SK                  | 2013-2014   | 2013-2014       |
| Turcia; Bolu Belediyespor              | 2014-2015   | 2014-2015       |
| Turcia: 19 Mayıs GSK Samsun            | 2015-2016   | 2015-2016       |
| Turcia: Gümüșhane Gençlerbirliği       | 2016-2017   | 2016-2017       |
| Polonia: MKS Dąbrowa Górnicza          | 2017-2018   | 2017-2018       |
| Coreea de Sud: GS Caltex Seoul         | 2018-2019   | 2018-2019       |
| Rusia: VK Proton                       | 2019-2020   | 2019-2020       |
| Japonia: Victorina Himeji              | 2020-2021   | …               |